# Горно-Матчинский район
Горно-Матчи́нский райо́н (тадж. Ноҳияи Кӯҳистони Мастчоҳ) — административный район в составе Согдийской области Республики Таджикистан. Также встречается название Кухистони-Мастчохский район.
Образован 2 февраля 1996 года путём выделения из Матчинского района.
Районный центр с 2002 года — посёлок Мехрон (в 252 км от Душанбе).

## География
Район расположен в горной местности в крайне юго-восточной части Согдийской области, в районе истока и верхнего течения реки Зеравшан, где она имеет второе название — Матча, между горными хребтами Туркистан и Зеравшан. Граничит на юге — с Раштским районом, на юго-западе и западе — с Айнинским районом, на северо-западе — с районом Деваштич, на севере — с Лейлекским и Баткенскими районами Баткенской области Кыргызстана.

## Население
Население по оценке на 1 января 2022 года составляет 24 400 человек (100 % — сельское).
| Численность населения | Численность населения | Численность населения | Численность населения | Численность населения | Численность населения | Численность населения | Численность населения |
| 1939                  | 2003                  | 2004                  | 2005                  | 2006                  | 2007                  | 2008                  | 2009                  |
| --------------------- | --------------------- | --------------------- | --------------------- | --------------------- | --------------------- | --------------------- | --------------------- |
| 19 835                | ↘18 600               | ↗19 300               | ↗19 700               | ↗20 100               | ↗20 500               | ↗20 700               | ↗21 200               |
| 2019                  | 2020                  | 2021                  | 2022                  |                       |                       |                       |                       |
| ↗24 700               | ↗25 400               | ↘24 000               | ↗24400                |                       |                       |                       |                       |

## Административное деление
В состав Горно-Матчинского района входят 2 сельские общины (тадж. ҷамоат):
| Административное деление Горно-Матчинского района |                  |                  |
| Сельская община                                   | Население (2010) | Центр            |
| Иван-Таджикский джамоат                           | 12381            | кишлак Пастигав  |
| Лангарский джамоат                                | 8845             | кишлак Мадрушкат |

## История
Как самостоятельный район существовал ранее с 1929 по 1956 год под названием Матчинский район (с райцентром в селе Матча с 1275 жителями по переписи 1939 года). После массового переселения жителей района в 1950—1960 гг. в Дилварзинскую равнину (в новообразованный Матчинский район в северной части Ленинабадской области), местность пустовала. Возрождение жизни началось с постепенного возвращения сюда жителей с 1970-х годов, процесс этот получил государственную поддержку в 1990-х годах, в связи с чем в 1996 году район был воссоздан из части Айнинского района под названием Горно-Матчинский (Кухистони-Мастчохский).